# Christian Meyer (Schlagzeuger)

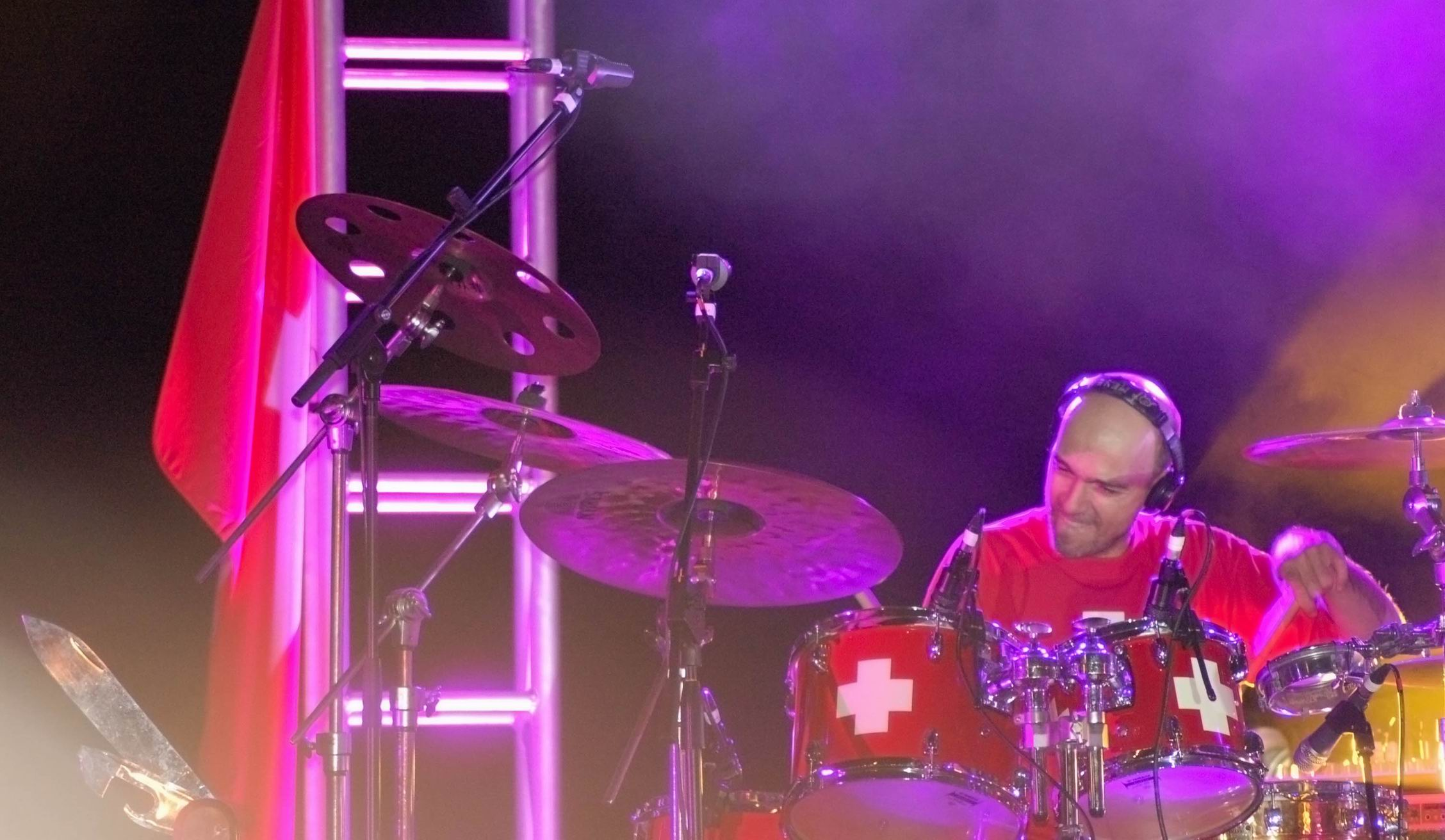
Christian Meyer 2007

Christian Meyer (* 27. Januar 1963 in Mailand) ist ein Schweizer Jazz- und Fusionmusiker (Schlagzeug).

## Leben und Wirken
Meyer wurde in Mailand als Sohn eines Schweizers aus Zürich und einer Italienerin aus Mailand geboren. Seine Kindheit verbrachte er mehrheitlich in Italien, ehe er nach dem dritten Schuljahr in die Schweiz zog und das Institut Montana auf dem Zugerberg besuchte. Mit 18 Jahren entschied sich Meyer für die schweizerische Nationalität und vermied damit den italienischen Militärdienst. Das damit eingesparte Jahr verbrachte Meyer in Frankfurt, wo er als Musiker tätig war. Anschliessend begann er ein Studium an der Wirtschaftsuniversität Luigi Bocconi, brach dieses nach drei Jahren jedoch ab, um sich ganz der Musik zu widmen.
Seit 1991 gehört er der erfolgreichen Rockgruppe Elio e le Storie Tese an, die 1999 den MTV Europe Music Award als beste italienische Gruppe gewann. Weiterhin arbeitete er mit Musikern wie Franco Ambrosetti, Dino Betti van der Noot, Paolo Damiani/Gianluigi Trovesi Emotion Orchestra, Antonio Farao, Paolo Fresu, Tiziana Ghiglioni, Gerry Mulligan, Martial Solal, Maria Pia De Vito, Enrico Rava, Billy Cobham oder Bob Mintzer. Er trat auf zahlreichen italienischen Jazzfestivals, aber auch in Los Angeles und auf spanischen Festivals auf.
Meyer war an zahlreichen Popproduktionen beteiligt und hat jazzorientierte Alben mit Hilaria Kramer, Attilio Zanchi, Mauro Negri und dem Trio Bobo eingespielt. 2001 wurde er in einem italienischen Internet-Pool als bester Schlagzeuger Italiens gewählt.

## Lexigraphischer Eintrag
- Bruno Spoerri (Hrsg.): Biografisches Lexikon des Schweizer Jazz. CD-Beilage zu: Spoerri, Bruno (Hrsg.): Jazz in der Schweiz. Geschichte und Geschichten. Chronos-Verlag, Zürich 2005, ISBN 3-0340-0739-6